# Hypena ceramensis
Hypena ceramensis là một loài bướm đêm trong họ Erebidae.